# Marqué au fer rouge
Pour plus de détails, voir Fiche technique et Distribution.
Marqué au fer rouge (Ride Beyond Vengeance) est un film américain réalisé par Bernard McEveety, sorti en 1966.

## Synopsis
Un recenseur arrive dans la ville texane de Cold Iron, qui compte 754 habitants. Il se rend au bar local pour une bière fraîche et dit au barman que la ville compte un nombre inhabituel de citoyens nommés Jonas et Représailles. Il observe un tableau au-dessus du bar d'un violent combat de rue, avec un pistolet suspendu au-dessus. On lui raconte ensuite les événements derrière le combat impliquant un chasseur de bisons nommé Jonas Trapp de la nuit que les Mexicains locaux appellent encore La Nuit des Représailles et La Nuit du Tigre, leur nom pour Jonas.
En flash-back, on apprend que Jonas Trapp est un pauvre cow-boy amoureux d'une femme riche nommée Jessie Larkin. Ils ont l'intention de se marier malgré les objections de sa tante qui voit Jonas comme un homme sans avenir et préfère épouser quelqu'un de plus substantiel. Pour obtenir sa permission, Jessie fait semblant d'être enceinte. Jonas l'épouse, mais n'est pas content de vivre de l'argent de sa femme. Il demande à Jessie d'aller à Dodge City avec lui afin qu'ils puissent vivre indépendamment de ce qu'il peut gagner en tant que chasseur de bisons. Elle refuse et Jonas part, promettant de revenir. Il est parti pendant onze ans et amasse une petite fortune à lui tout seul. Jessie croit qu'il est mort après qu'une histoire lui parvienne selon laquelle Jonas a été tué par un tireur, Clay Allison.
Jonas rentre chez lui lorsqu'il trébuche sur un feu de camp et est pris en embuscade par trois hommes. L'un d'eux accuse Jonas d'être un voleur de bétail et tente de le pendre. Durham attrape son fusil et force Coates à reculer mais ce dernier avec Johnsy marquent Jonas au fer à repasser et est laissé pour mort alors que Durham prend son argent, dix-sept mille dollars. Un fermier nommé Hanley trouve Jonas et le soigne. Jonas est rongé par un désir de vengeance et se dirige vers Cold Iron, où il apprend de son père que la tante de Jessie est décédée et que sa femme est maintenant fiancée à un autre homme Brooks Durham. Lorsque Jessie le rencontre dans la rue, sa seule réaction est la colère face à son abandon et la peur que son retour ne gâche ses perspectives de remariage. Au cours de son séjour en ville, Jonas continue de chasser les hommes qui l'ont marqué. Il emmène "Johnsy Boy" Hood sur le chemin du retour après avoir eu une relation amoureuse avec la femme solitaire d'un fermier local ( Gloria Grahame ) dans l'espoir de lui escroquer de l'argent. Sous la menace d'être "marqué et castré" par Jonas, la raison de Hood craque. Il attrape le fer chaud et l'enfonce à plusieurs reprises dans son estomac alors qu'il court en hurlant dans les bois. Il se suicide plus tard.
Jonas rencontre également le videur du saloon ( Buddy Baer ), un homme géant que Jonas avait rencontré la nuit précédente. Le videur n'aime pas que la ville se moque de lui pour avoir laissé Jonas quitter le bar avec une bouteille d'alcool que Jonas a promis de payer plus tard, et veut maintenant l'argent. Le combat qui en résulte présage le sujet du tableau vu dans la séquence de cadrage, et le videur est presque battu à mort. Seule l'arrivée du père de Jonas arrête le combat. Hanley se révèle être l'un des voleurs impliqués avec Coates. Coates tue Hanley lorsque le vieil homme nie avoir l'argent de Jonas. Coates raisonne que Durham doit l'avoir et tente un peu de chantage. Durham menace de tuer Coates, lui disant qu'il avait l'habitude de porter son arme attachée à sa jambe et qu'il l'a utilisée sur de meilleurs hommes que Coates. Mais l'alcoolique Coates est au-delà du raisonnement. Jonas rencontre Durham dans la rue, le dernier homme sur sa liste, et Durham annonce à la ville qu'il a marqué Jonas comme un animal et a pris son argent. Il propose de rendre son argent à Jonas mais Jonas lui dit d'aller en enfer et le renverse.
Coates, qui se déchaîne en état d'ébriété, attaque Jonas. Coates est finalement battu en bouillie par Jonas, puis tué quand il va chercher son arme. Jonas veut en finir avec la violence et laisse son arme sur le bar. Le flashback se termine avec Jonas monté et en train de sortir de la ville. Jessie a l'argent de Jonas et le supplie de rester, mais il refuse et la scène se termine avec elle debout dans la rue alors qu'elle le regarde partir. Son père dit à Jessie de poursuivre Jonas. Le film se termine avec le barman montrant le pistolet laissé par Jonas. Le recenseur demande ce qui est arrivé à Jessie. Le barman a dit qu'elle avait quitté la ville et que ni elle ni Jonas n'avaient plus jamais entendu parler de lui. Le recenseur ne croit pas que Jessie a poursuivi Jonas, mais le barman le pense, disant que "You Can Never Go Home Again" n'est qu'une chanson et que "home" n'est qu'un mot.
En sortant de la ville, le recenseur s'arrête pour regarder le manoir de Jessie, aujourd'hui en ruine.

## Fiche technique
- Titre original : Ride Beyond Vengeance
- Titre français : Marqué au fer rouge
- Réalisation : Bernard McEveety
- Scénario : Andrew J. Fenady d'après le roman d'Al Dewlen
- Photographie : Lester Shorr
- Montage : Otho Lovering
- Musique : Richard Markowitz
- Pays d'origine : États-Unis
- Format : Couleurs - 1,85:1 - Mono
- Genre : western
- Date de sortie : 1966

## Distribution
- Chuck Connors : Jonas Trapp - le Tigre
- Michael Rennie : Brooks Durham
- Kathryn Hays : Jessie Larkin Trapp
- Joan Blondell : Mrs Lavender
- Gloria Grahame : Bonnie Shelley
- Gary Merrill : Dub Stokes
- Bill Bixby : Johnsy Boy Hood
- Claude Akins : Elwood Coates
- Paul Fix : Hanley
- Harry Harvey : Vogan
- Jamie Farr : Pete - Blacksmith
- James MacArthur : The Census Taker
- Arthur O'Connell : le narrateur
- Ruth Warrick : Tante Gussie
- Buddy Baer : Mr Kratz
- Frank Gorshin : Tod Wisdom